# Crusader Kings
Crusader Kings est un jeu vidéo de grande stratégie, où les joueurs prennent le contrôle d'une dynastie à la tête d'un comté, duché ou royaume de 1066 à 1453 afin d'étendre leur influence dans une Europe médiévale.

## Caractéristiques
La série Crusader Kings se distingue des autres jeux de stratégie du studio Paradox (Europa Universalis, Hearts of Iron et Victoria) car le joueur personnifie une lignée dynastique et non un pays. Le jeu suit donc la descendance agnatique d'une famille. Crusader Kings est unique en ce sens qu'il est moins important de bien gérer un royaume que de savoir placer sa progéniture au sein des cours européennes.
Paru en France le 2 février 2004, le jeu est édité par Paradox Interactive. Une extension, Deus Vult, a été distribuée uniquement en ligne par l'éditeur corrigeant de nombreux bogues, redessinant légèrement l'interface du jeu et ajoutant quelques modules facilitant l'immersion dans le jeu.

## Accueil
| Crusader Kings        |      |       |
| Média                 | Pays | Notes |
| Computer Gaming World | US   | 3.5/5 |
| GameSpot              | US   | 82 %  |
| IGN                   | US   | 76 %  |
| Jeuxvideo.com         | FR   | 15/20 |
| Joystick              | FR   | 3/10  |
| Compilations de notes |      |       |
| Metacritic            | US   | 73 %  |
| GameRankings          | US   | 75 %  |